# Lac Kapka Tash
 (juin 2020).
Le lac Kapka Tash (kirghize : Капка Таш) est un lac de roche endiguée situé dans le district de Toktogul, dans la province de Djalal-Abad, au Kirghizistan. Il est situé à une l'altitude de 2303 m dans le lit de la rivière Kara-Suu, affluent gauche de la rivière Naryn